# A játszma (film, 2022)
A játszma 2022-ben bemutatott magyar filmdráma Fazakas Péter rendezésében, mely A vizsga (2011) című film folytatása. A főszerepben Nagy Zsolt, Kulka János, Hámori Gabriella és Staub Viktória láthatók. Magyarországon a Filmio és a Netflix forgalmazza.

## Cselekmény
|  | Alább a cselekmény részletei következnek! |

1963-ban járunk, pár évvel az előző rész eseményei után. Jung András és Gáti Éva összeházasodtak, mindketten az állambiztonság kötelékében dolgoznak, és a disszidensek leleplezése az elsődleges feladatuk. Ebben annyira sikeresek, hogy mindkettejüket előléptetik a fegyveres erők napján: Gátit alezredessé, Jungot pedig ezredessé. Velük együtt pedig régi ismerősüket, Kulcsár Emilt is ezredessé léptetik elő. A ceremóniát követő mulatság során beszélgetés alakul ki, melynek során kiderül, hogy a főcsoportvezetőt, Békefi tábornokot hamarosan Moszkvába helyezik a KGB-hez, és hogy a helyére fog érkezni valaki, de hogy kicsoda, azt majd november 7-én mondja meg.
Jung megdöbbenve veszi észre a Pravdát olvasva, hogy régi ismerőse és mentora, Markó Pál, akit éppen az ő vizsgáztatása miatt rúgtak ki, kommunista hősként szerepel az egyik cikkben. Markó már jó ideje visszavonultan él, 1958-ban ázsiai influenzában meghalt a felesége, majd ezt követően nem sokkal agyvérzést kapott, és csak csodával határos módon sikerült többé-kevésbé felépülnie. Jung attól tart, hogy ez az ő karrierjére is kihatással lehet, ugyanis ő szeretne lenni az új főcsoportvezető, és tart attól is, hogy Kulcsár, aki szintén arra a helyre pályázik, keresztbe fog neki tenni. Jung és Gáti másnap találkoznak Kulcsárral az irodájában és megosztják vele aggályaikat – Kulcsár szerint mindez a moszkvai hatalmi játszmák eredménye, és Markó valószínűleg bosszút fog állni. Jung személyesen akarja, mint belső elhárító rendezni ezt az ügyet, ezért felkeresi Markót. Bocsánatot kér tőle, és megkérdezi, hogy szeretne-e valamit kérni. Markó nyugati útlevelet akar, amit egyébként nem kaphatna meg, majd meghívja őt és Gátit is egy vacsorára, hogy beszélgessenek. Miközben a lakásban van, Jung egy óvatlan pillanatban kifigyeli, hogy Markó egy bizonyos Abigéllel levelezik. Az állambiztonságiak megszerzik a feladott levelet a postaládából, amelyben felajánlja a lánynak, hogy segít neki, és hogy lakhat nála, ha bekerül az egyetemre.
Jung kérésére előkészítenek egy konspirált lakást, majd elmegy Abigélért vidékre, aki állítólag felvételt nyert az egyetemre, de az apja halála miatt az anyja mellett kellett maradnia. Magával viszi a lányt a lakásba, és Gáti segítségével ráveszi arra, hogy kémkedjen Markó után. A lány beköltözik Markóhoz, aki egy kis kenőpénzzel megoldja, hogy kéthetes csúszással is megkezdhesse a tanulmányait. Megfigyelései során Abigél csak apróságokat tud meg, például hogy Markó nagyon tehetséges úszó, minden nap 3-4 kilométert úszik, de ezenkívül emberkerülő. Mikor közli Junggal, hogy ennek így semmi értelme, az ad neki egy fényképezőgépet, hogy azzal készítsen pár képet. Markó aznap érzelmesebb hangulatban van, elmeséli Abigélnek, hogy szerették volna látni a feleségével még egyszer Biarritznál az óceánt, majd meglátogatják a síremlékét. Később Abigél lefotóz pár térképet, amit az otthonában talál, ám ezeknek semmi értéke nincs. Ki akar szállni, Jung pedig, hogy megakadályozza ezt, lefekszik a lánnyal, elmondása szerint kizárólag operatív érdekből. Mikor ezt Gáti megtudja, feldühödik, ám Jung megoszt vele egy titkot: más okból sem lehet abbahagyni az egészet. Ugyanis még 1958-ban, a felesége halála előtt Markó felhívta őt telefonon, hogy segítsen neki gyógyszert szerezni, amit ő félelemből elutasított – és most ezért retteg a bosszújától. Gáti követeli, hogy rúgja ki a lányt, de ő továbbra is összejár vele, sőt elmennek együtt Rácegrespusztára, ahol Jung vidéki házában szeretkeznek. Megoszt vele bizalmas információkat, többek között azt, hogy véleménye szerint a mostani kommunisták már nem hisznek semmiben, csak a hatalomban, és mindenki csak saját magában bízhat.
Aznap este Jungék elmennek Markóhoz és Abigélhez vacsorázni. Amikor szóba kerül Jung közelgő lehetséges előléptetése, Markó sejtelmesen csak annyit mond: aki nem akarja, megkapja. Majd négyszemközt elmondja Jungnak, hogy a lány egész biztos nem lehet Abigél, mert a levelet, amiben támogatásáról biztosította őt, valójában soha nem küldte el – tehát a lány is valaki más megbízásából érkezett. Jung számonkéri Gátit, mert szerinte ez egy ún. "mézes csapda", amit ő állított neki, hogy ne léptessék elő, de a felesége tisztázza magát. Másnap, mialatt Markó egy csomagot ad fel, Jung magával viszi "Abigélt" vidékre, ahol arra kényszeríti, hogy fedje fel magát. "Abigél" beismeri, hogy Kulcsár kérésére kellett utána kémkednie egy szigorúan titkos ügyben. Jung úgy véli, hogy mindez Kulcsár magánakciója ellene, különösen amikor rájön, hogy az egyik beszélgetésüket magnóra kellett rögzítenie. A kazetta azonban nincs meg, mert azt Markó korábban magához vette. Elmennek hozzá és erőszakkal visszaszerzik azt, miután "Abigél" fejbevágja őt egy szótárral. Ezután megsemmisítik a szalagot, majd egy megrendezett új felvétellel befejezik a konspirációt.
Másnap Jung találkozik Kulcsárral, akitől megtudja, hogy Markó jól van – ugyanakkor Gátihoz megérkezik a kazettáról készített másolat Markótól, "Aki nem akarja, megkapja" kísérőlevéllel. Jung lezáratja az ügyet Kulcsárral, majd Békefi tábornok behívatja magához őt, Kulcsárt, Gátit, és "Abigélt" is. Mint kiderül, az egész akció egy teszt volt Junggal szemben – egy operatív játszma, mely során a lojalitását tették próbára a kinevezése előtt. Ennek része volt a preparált Pravda, amelyben az a hamis információ szerepelt, hogy Markót kommunista hősként tartják számon. Része volt továbbá Földi Magdolna kém, akinek magát Abigélnek kellett kiadnia, és az volt a feladata, hogy csábítsa el Jungot, de egyben ügyeljen arra is, hogy Markó ne fogjon gyanút. Kulcsár ismerteti az összefoglalót: szerinte Jung lojalitása a rendelkezésre álló bizonyítékok alapján megkérdőjelezhetetlen, és megérdemli az előléptetést. Csakhogy Békefi ekkor közli, hogy eljutott hozzá a magnókazetta, amelyen a kommunistákra tesz dehonesztáló megjegyzéseket. Előléptetése helyett Jungot azonnali hatállyal kirúgják, és felesége, Gáti, az információ kiszivárogtatója lesz az új főcsoportvezető.
Valamivel később Gáti megköszöni a lábadozó Markónak a segítséget, aki szívességül nyugati útlevelet kér, de ezúttal sem kapja meg – ekkor helyette egy beutalót kér Balfra, a gyógyüdülőbe. Markó azonban már az első éjszaka megszökik, és átúszva a Fertő tavat, Ausztriába disszidál. Mint kiderül, erre számítva úszott olyan sokat az uszodában is, és ezért kellettek neki a régi térképek. A zárójelenetben az immár közönséges munkásként dolgozó Jung az utcán egy pillanatra elkapja a tekintetével a most Magda néven bemutatkozó kémnőt, Gáti pedig egy képeslapot kap Markótól, aki végül eljutott Biarritzba, az óceán partjára.
|  | Itt a vége a cselekmény részletezésének! |

## Szereplők
- Jung András – Nagy Zsolt
- Markó Pál – Kulka János
- Gáti Éva – Hámori Gabriella
- Kulcsár Emil – Scherer Péter
- Monori Abigél / Földi Magdolna – Staub Viktória
- Sebők - Orosz Ákos
- Békefi tábornok - Szarvas József
- Monoriné - Varga Anikó
- Janka - Varga Mária
- Egyetemi irodista - Fon Gabi
- Könyvesboltos - Major Irma
- Disszidens - Hajduk Károly
- Disszidens felesége - Borbély Alexandra
- Egyetemi tanár - Rátóti Zoltán
- Úszómester - Rohonyi Barnabás
- Hadnagy az irodában - Döbrösi Laura
- Gazdag férfi - Znamenák István
- Ápolónő - Györgyi Anna
- Melós - Orbán Levente

## Közreműködők
- Rendező – Fazakas Péter
- Forgatókönyvíró – Köbli Norbert
- Zeneszerző – Asher Goldschmidt
- Operatőr – Nagy András
- Producer – Lajos Tamás
- Jelmez – Kemenesi Tünde
- Látványtervező – Tápai Mihály
- Vágó – Kovács Zoltán

## Érdekességek
A Markó Pált játszó Kulka János a való életben is ugyanúgy agyvérzést szenvedett, mint filmbeli karaktere, és ugyanúgy nehezére esik a beszéd illetve a mozgás. A játszma volt az első olyan film, amit egészségromlása után elvállalt.

## Fogadtatás
A Filmtekercs szerint „A játszma hozza a 10 évvel ezelőtti A vizsga feszültségét és a kémfilmekre jellemző politikai kavarást. Társainál azonban jobban szeretne drámai lenne, pedig talán nem kellene. Nincs rá szüksége.” A Kortárs Online szerint „A játszma formai szempontból és az árnyaltabb karakterek terén túlszárnyalja elődjét, de a cselekmény inkoherenciája és a feszültség hiánya miatt sajnos alulmarad. Az, hogy A vizsga alapkonfliktusa szervesen gyökerezett a történelmi kontextusban és az államvédelmi paranoiában, a fordulatai pedig a karakterdinamikából következtek, kapásból nagyobb és komolyabb téteket adott neki, amitől sokkal érdekfeszítőbb és átélhetőbb Fazakas filmjénél. Igaz, A játszma nem is annyira a cselekmény, hanem a figurái összetettségében érdekelt. Didaktikus megbicsaklásai ellenére is veretes műről van szó, és talán ez Köbli egyik legjobb karaktertanulmánya, Kulka mindent felülíró jelenléte és torokszorítóan erős (a valós életével is rezonáló) megváltástörténete pedig egyértelműen kiemeli a középszerből.” A Filmtett szerint „a film az átverés-történetek hollywoodi hagyományai mellett ugyan a beépített-ügynök dramaturgiát is sikerrel illeszti bele a Kádár-korszak világába, A játszma mégis elsősorban új, női szemszögeinek bevonásával árnyalja A vizsga férfiak uralta világát: a rendszerben hitüket vesztett szereplők kiábrándultsága mindenekelőtt a párkapcsolatokra, a családokra van negatív hatással. Az erkölcsi önbecsülés egyre inkább kicsinyesnek ható, állami célokért való feladása jelentette már A vizsga fő konfliktusát is, az elvtelenség ugyanakkor képes további, új érzelmi síkokat nyitni, mikor az árulás a munkahelyi és baráti közeg után az otthon biztonságát kezdi fenyegetni.” A Kültér szerint „A játszma kimenetele ugyan könnyen kiszámítható, az aprólékosan kidolgozott forgatókönyv mégsem hagy sok időt a gondolkodásra, a cselekmény nem veszít lendületéből (elődjénél hosszabb, szűk kétórás játékideje ellenére), a párhuzamosan futó szálak mindegyike leköti a néző figyelmét. Az eredmény – A besúgóhoz hasonlóan – egy sallangmentes, kompakt közönségfilm, ami filmes preferenciától függetlenül bárki számára kellemes kikapcsolódás a nyári uborkaszezonban. Fazakas Péter filmje nem vállal sokat, azonban azt maradéktalanul betartja: megidézi A vizsga hangulatát, komplexebb jellemrajzot rendel szereplőihez, és végső soron méltó folytatása annak a filmnek, mely a kommunizmus környezetébe csomagolja ma is érvényes üzenetét.”

## Nézettség, bevétel
A nézettségi adatok szerint 26 523 jegyet adtak el rá, és ezzel az eredménnyel mintegy 40 198 301 Ft bevételt termelt a jegypénztáraknál.